# Roger Martin du Gard
Roger Martin du Gard (ur. 23 marca 1881 w Neuilly-sur-Seine, zm. 22 sierpnia 1958 w Paryżu) – pisarz francuski, laureat Nagrody Nobla w dziedzinie literatury za rok 1937. Zasłynął głównie cyklem powieściowym Rodzina Thibault (1922–1940). Z wykształcenia był archiwistą-paleografem, zainteresowanym wieloma dziedzinami wiedzy. 

## Dzieła (wybór)
- Stawanie się
- Jean Barois (1913)
- Testament ojca Leleu (1920)
- Rodzina Thibault: Szary zeszyt (1922, Le cahier gris)
- Rodzina Thibault: Pokuta (1922, Le pénitencier)
- Rodzina Thibault: Piękny czas (1923)
- Rodzina Thibault: Dzień przyjęć doktora Thibault (1928)
- Rodzina Thibault: Śmierć Ojca" (1929)
- Rodzina Thibault: Lato 1914 (1936)
- Rodzina Thibault: Epilog (1940)
- Zwierzenie afrykańskie (1931)
- Milczek (1932)
- Stara Francja (1933)
- Wspomnienia pułkownika Maumorta (wydanie 1983)